# Vibeke Grønfeldt
Vibeke Grønfeldt, född 12 december 1947 i Nordby på Samsø, är en dansk skönlitterär författare.
Hon debuterade som romanförfattare 1975 med Djævlens trekant och har sedan dess utgivit ett tjugotal verk och mottagit flera priser, bland annat det prestigefyllda Danska Akademiens Stora Pris.

## Verk
- 2 noveller, 1975
- Djævelens trekant, 1975
- Din tavshed er min skrift på væggen, 1976
- En sommersøndag, 1978
- Sommerens døde, 1978
- De andre steder, 1979
- Den første sne, 1979
- Min lille lus fra København, 1980
- Baglandet, 1981
- Ikke noget, 1981
- Søvnen, 1981
- Det fantastiske barn, 1982
- En rose i en pose, 1982
- Afdeling 44, 1983
- Tidens tilbud, 1983
- Den blanke sol, 1985
- Stenbillede, 1986
- Mulighedernes land, 1989
- Dødningeuret (roman), 1990
- Mekanik, 1992
- Opdagelsen, 1993
- Et godt menneske, 1995
- Et let liv, 1996
- I dag, 1998
- Det rigtige, 1999
- Om mig, 2001
- Det nye, 2003
- Mindet, 2005
- I min tid, 2006
- Indretningen, 2008
- Livliner, 2011

## Priser och utmärkelser
- 1976: Thit Jensens Legat
- 1977: Henri Nathansens Legat
- 1982: Otto Gelsted-priset
- 1982: Herman Bangs Mindelegat
- 1986: Dansk Litteraturpris for Kvinder
- 1989: Statens Kunstfonds livsvarige ydelse
- 1996: Det Danske Akademis Store Pris
- 1996: Otto Gelsted-priset
- 1999: Henrik Pontoppidans Mindefond
- 1999: Danska Kritikerpriset
- 1999: Tagea Brandts rejselegat for kvinder
- 2007: Leo Estvads Legat
- 2008: Holger Drachmann-legatet